# دافيد يانسن
دافيد يانسن (بالدنماركية: David Jensen) (18 مارس 1992 بهيليرود في الدنمارك - ) هو لاعب كرة قدم دانمركي في مركز حراسة المرمى. شارك مع منتخب الدنمارك تحت 16 سنة لكرة القدم ومنتخب الدنمارك تحت 17 سنة لكرة القدم ومنتخب الدنمارك تحت 18 سنة لكرة القدم ومنتخب الدنمارك تحت 19 سنة لكرة القدم ومنتخب الدنمارك تحت 20 سنة لكرة القدم ومنتخب الدنمارك تحت 21 سنة لكرة القدم. أما مع النوادي، فقد لعب مع نادي أوترخت ونادي نوردشيلاند وAkademisk Boldklub ‏ وFC Fredericia ‏.

## روابط خارجية
- دافيد يانسن على موقع الاتحاد الأوربي (الإنجليزية)
- دافيد يانسن على موقع اتحاد تركيا (لاعب) (الإنجليزية)
- دافيد يانسن على موقع الدوري الأمريكي (الإنجليزية)
- دافيد يانسن على موقع قاعدة بيانات كرة القدم.إي يو (الإنجليزية)
- دافيد يانسن على موقع Soccerbase.com (لاعب) (الإنجليزية)
- دافيد يانسن على موقع Soccerway.com (الإنجليزية)
- دافيد يانسن على موقع عالم كرة القدم.نت (الإنجليزية)
- دافيد يانسن على موقع AS.com (الإسبانية)